# Swjosdotschka (Sacha)
Swjosdotschka (russisch Звёздочка) ist eine Siedlung städtischen Typs in der Republik Sacha (Jakutien) in Russland mit 408 Einwohnern (Stand 14. Oktober 2010).

## Geographie
Der Ort liegt etwa 460 km Luftlinie ostsüdöstlich der Republikhauptstadt Jakutsk im dort Mittelgebirgscharakter tragenden Judoma-Maja-Hochland. Er befindet sich am rechten Ufer des Aldan-Nebenflusses Allach-Jun.
Swjosdotschka gehört zum Ulus Ust-Maiski und befindet sich etwa 170 km östlich von dessen Verwaltungszentrum Ust-Maja. Die Siedlung ist Sitz und einzige Ortschaft der Stadtgemeinde (gorodskoje posselenije) Possjolok Swjosdotschka.

## Geschichte
Die Siedlung wurde 1961 im Zusammenhang mit der beginnenden Erschließung einer Goldlagerstätte gegründet. Der Name steht im Russischen für Sternchen. Zunächst gehörte Swjosdotschka als Ortsteil zur 25 km südlich gelegenen, 2008 aufgegebenen Siedlung Ynyktschan (zuletzt Ynyktschanski), bevor es 1987 mit dem Status einer Siedlung städtischen Typs selbständig wurde.

### Bevölkerungsentwicklung
| Jahr | Einwohner |
| ---- | --------- |
| 1989 | 662       |
| 2002 | 566       |
| 2010 | 408       |

Anmerkung: Volkszählungsdaten

## Verkehr
Swjosdotschka ist Endpunkt einer Straße, die gut 15 km südwestlich von der Straße Eldikan – Jugorjonok abzweigt. Diese erschließt das Goldbergbaugebiet im Osten des Ust-Maiski ulus erschließt und erreicht dort den Mittellauf des Allach-Jun.